# 안면읍
안면읍(安眠邑)은 태안군 남부의 안면도에 위치한 읍이다. 1980년에 면(面)에서 읍(邑)으로 승격하였다.

## 개요
1970년에 안면읍 창기리와 육지인 남면 신온리 사이에 대한민국의 3번째 연륙교(連陸橋)인 안면교(安眠橋, 총길이 208.5m)가 건설되었다.
서쪽 해안 일대와 도서부는 해안국립공원에 포함된 경승지로, 이 곳은 수십km에 걸친 해안 모래벌판에 방포·삼봉의 해수욕장이 있으며, 모감주나무 군락, 조개더미, 지석묘 등의 유적이 있다. 지하자원으로는 대리석과 규사가 풍부하다.

## 행정 구역
- 승언리
- 신야리
- 정당리
- 중장리
- 창기리
- 황도리

## 주요 기관

### 읍사무소
- 안면읍사무소

### 소방서
- 서산소방서 안면 119 안전센터

### 의료기관
- 안면보건지소

### 우체국
- 안면우체국

### 학교
- 안면초등학교 (승언리)
- 방포초등학교 (승언리)
- 방포국민학교 나치도분교 - 안면읍 승언리 나치도
- 안중초등학교 (중장리)
  - 나암도분교 (폐교) - 안면읍 라암로 899-17 (중장리)
  - 신야분교 (폐교) - 안면읍 중신로 343 (신야리)
  - 대야도분교 (폐교) - 안면읍 대야로 315-40 (중장리)
  - 장등분교 (폐교) - 안면읍 라암로 325-46 (중장리)
- 창기초등학교 (창기리)
  - 안상분교 (폐교) - 안면읍 황도로 268 (창기리)
  - 황도분교 (폐교) - 안면읍 풍어제길 58-8 (황도리)
- 안면중학교 (승언리)
- 창기중학교 (창기리)
- 안면고등학교 (승언리)

## 교통
- 국도 제77호선

## 관광

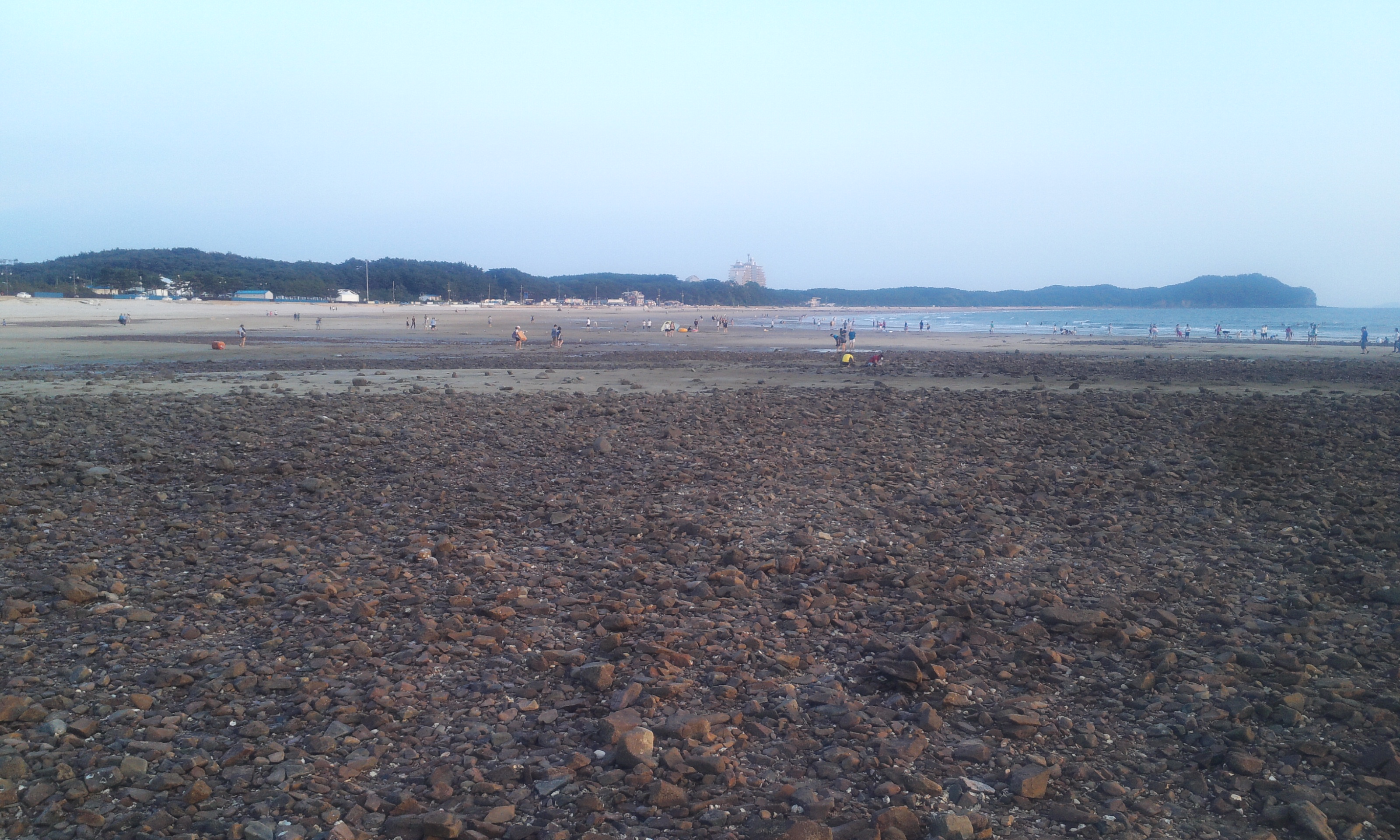
2013년 8월 꽃지해수욕장

- 안면도
- 황도
- 꽃지해수욕장
- 기지포해수욕장
- 안면해수욕장
- 삼봉해수욕장
- 백사장해수욕장
- 샛별해수욕장
- 방포해수욕장
- 안면도자연휴양림